# To mój świat
To mój świat – drugi album zespołu Mister Dex wydany przez wytwórnię Blue Star w kwietniu 1995 roku.

## Lista utworów
Muzyka i słowa: Piotr Bechcicki.

### Strona A
1. Baju baj
2. Czerwone róże
3. Abstynenci
4. Nie dręcz mnie
5. Kłamczucha

### Strona B
1. Płatki na dłoni
2. Ciao kochanie
3. To mój świat
4. Baw się i ciesz
5. Disco lala